# Teylers Stichting

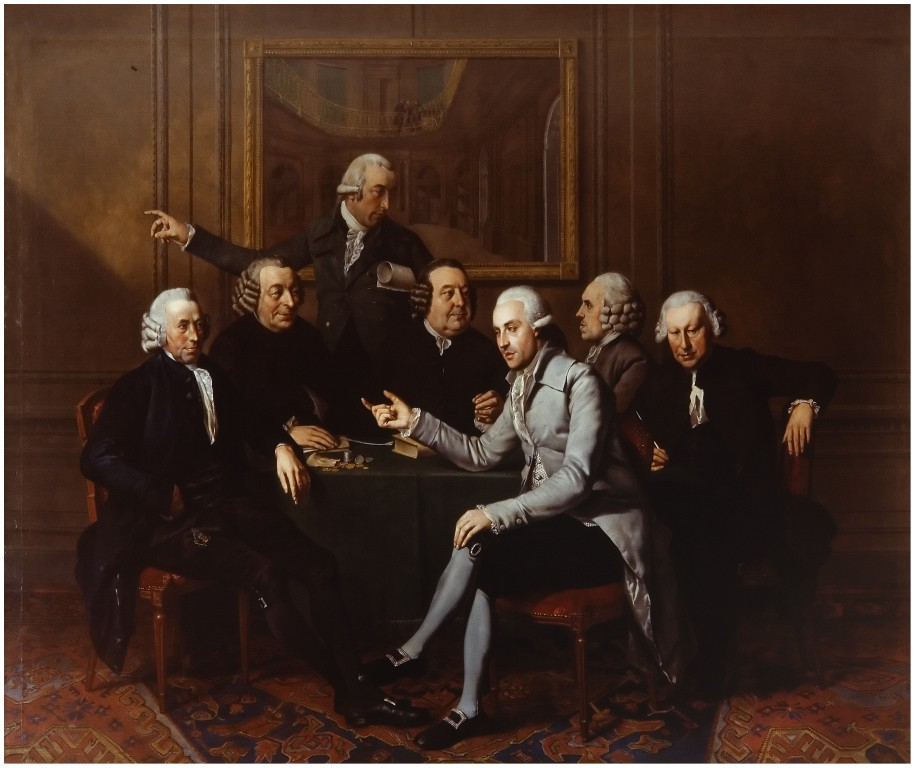
A Teylers Alapítvány vezetőtanácsa, titkára és az építész Leendert Viervant (Wybrand Hendricks olajfestménye, 1786). A képen láthatók: Willem van der Vlugt Sr., Antoni Kuits, Gerard Hugaart, Adriaan van Zeebergh, Jan Herdingh és Koenraad Hovens, az alapítvány titkára. Az álló alak Leendert Viervant.

A Teylers Stichting (magyarul: Teylers Alapítvány vagy Teyler alapítványa) a holland mecénás, egykori posztókereskedő, Pieter Teyler van der Hulst által a 18. században létrehozott alapítvány a vallás, tudományok és művészetek támogatására.

## Története
Pieter Teyler van der Hulst 1778-ban hunyt el utód nélkül. Végrendeletében hatalmas vagyonának szétosztásáról rendelkezett. Mindamellett, hogy számos ismerősére, rokonára jelentős pénzösszegeket hagyott. Továbbá úgy rendelkezett, hogy jelentős része a vagyonának az egyház, tudományok és művészetek fejlődését szolgálja. Egyes rokonai szerint a végrendelet érvényessége száz évre szólt, így a vagyon ezt követően vissza kellett volna kerüljön a Teyler család igazgatása alá. Egyetlen bíróság sem adott helyet ezen követeléseknek. Az alapítványt Teyler öt barátja alapította, akik végrendeletének végrehajtói is voltak. Ők lettek az alapítvány első kurátorai: Jacobus Barnaart (1778-1780 között; 1780-ban Adriaan van Zeebergh vette át a helyét), Isaac Brand (1778-1782), Gerard Hugaart (1778-1791), Antoni Kuits (1778-1789) és Willem van der Vlugt (1778-1807). A kurátorok gyűléseiket a Fundatiehuis nagy gyűléstermében tartották (hollandul: Grote Herenkamer)
A Teylers Stichting fő feladata a Teylers Múzeum és a Teylers Hofje fenntartása, valamint a két társaság, a Teylers Eerste Genootschap és a Teylers Tweede Genootschap igazgatása volt. 1891-ben a holland kormány kérésére a múzeumot egy külön alapítvány (Stichting tot Beheer en Instandhouding van Teylers Museum) vette át, így az államnak lehetősége nyílt közvetlen módon is támogatni az addigra nemzeti jelentőségűvé nőtt intézményt. A Teylers Stichting továbbra is két tagot delegál a múzeum hattagú felügyelőbizottságába, ugyanakkor a múzeum épülete továbbra is az alapítvány birtokában van.
Teyler egykori családi háza, a mai Fundatiehuis, halála után a Teylers Stichting székhelye lett. Főbejáratán keresztül elérhető a Teylers Múzeum ovális terme.